# セツナソラ
「セツナソラ」は、Party Rocketsのメジャー3枚目のシングル。
2013年8月21日にROCKET BEATSから発売された。

## 概要
セツナソラ
Party Rockets初の恋愛ソング。
- 2013年7月7日、「アイドル横丁夏まつり!!〜2013〜」にて初披露。[5][6]
- 2013年7月24日、YouTubeユニバーサルミュージックチャンネルにてPV公開。[7][8]
PVでの振り付けはフロントスタートだが、「もっとかっこよく」という指示があり、以降のライブではバックスタートとなっている。[要出典]
- 2013年8月9・16・23日、日本テレビ系『ミュージックドラゴン』POWER PLAY（サビなび）。[9]
- 2013年9月2～30日、テレビ岩手『ねだらX』オープニングテーマ。

ROCKIN' HORSE BALLERINA
- 2013年5月19日、「Akasaka Fantasista ~Party Rockets edition vol.4!!~」にて初披露。
振付けが激しく、初披露ではライブ中に転倒したりステージから落下したりするアクシデントが発生している。[10]

スタートライン
パティロケ流のバラード曲。
- 2013年6月22日、「Party Rockets 定期ライブ vol.5 supported by Top Yell」にて初披露。

## 収録曲

### Type A
CD
1. セツナソラ
（作詞：吉水孝之、作曲・編曲：三宅英明）
2. セツナソラ (Instrumental)

DVD
- セツナソラ -Music Video-

### Type B
CD
1. セツナソラ
2. ROCKIN' HORSE BALLERINA
（作詞：吉水孝之、作曲・編曲：三宅英明）
3. セツナソラ (Instrumental)
4. ROCKIN' HORSE BALLERINA (Instrumental)

### Type C
CD
1. セツナソラ
2. スタートライン
（作詞：吉水孝之、作曲・編曲：三宅英明）
3. セツナソラ (Instrumental)
4. スタートライン (Instrumental)

## 特典
初回封入特典 (各Type)
- 生写真1枚ランダム封入 (全5種、内1種は枚数薄のレアカード)